# Jan Fabel
Jan Fabel es un personaje ficticio creado por el escritor Craig Russell, que encarna el papel de policía alemán.

## En la ficción
Fabel, cuyo rango es Erster Kriminalhauptkommissar (Principal Comisario jefe), es el responsable en la ficticia Mordkommission (Departamento Criminal) of the Polizei Hamburg (policía de Hamburgo, Alemania). Fabel es de padre alemán y madre escocesa, nacido en la región alemana de Frisia, pasó parte de su infancia también en Londres. Estudió Historia en la Universidad de Hamburgo, pero un hecho violento lo atrapó e ingresó en la policía de Hamburgo. Vive en la mejor zona de la ciudad y se rodea de un lujo discreto, muy propio del norte de Alemania.
Sus rasgos psicológicos lo hacen tremendamente atractivo, ya que el autor en ciertos momentos lo presenta como un antihéroe, reflejando todas sus dudas e inquietudes, tanto en el plano profesional como personal, en lo referente a su familia y relaciones personales.
Los casos investigados en los cinco libros publicados hasta la fecha revelan unos profundos referentes históricos y mitológicos en los que Alemania es el principal centro con influencias de los países del Este y el Reino Unido.

## Aparición en las novelas
Los libros escritos por Craig Russell en los que es protagonista son los siguientes:
- Muerte en Hamburgo.
- Cuento de Muerte.
- Resurrección.
- El Señor del Carnaval.
- La venganza de la Valkiria.
- Miedo a las aguas oscuras.